# Periphery
Periphery est un groupe de metal progressif américain originaire de Bethesda et Baltimore (Maryland, États-Unis), créé en 2005.

## Historique

### Formation et changement (2005-2009)

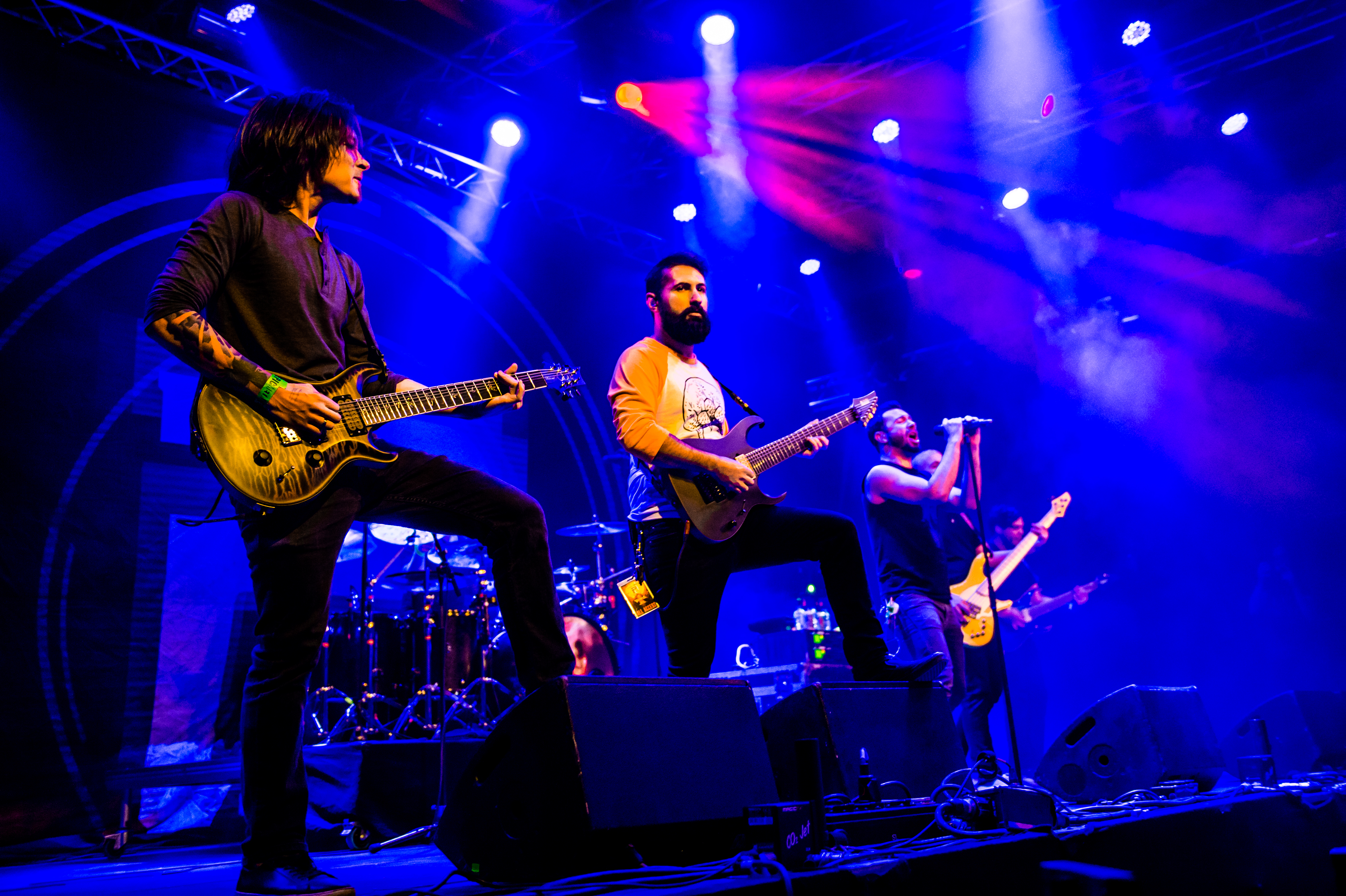
Periphery en concert en 2015.

Periphery a été créé par le guitariste Misha Mansoor en 2005. Il gagne progressivement de la popularité sur internet, à la base grâce à un compte SoundClick (en) régulièrement mis à jour, ainsi qu'aux forums Meshuggah, John Petrucci et sevenstring.org. Avant et durant les performances du groupe Periphery sur scène, Mansoor forme sa propre réputation à l'aide de ses propres productions musicales, dont la majorité est créée par ordinateur et Pod XT pendant cette période. Mansoor continue de mettre à jour son projet personnel, Bulb, qui précède Periphery. Mansoor continue à s'impliquer dans de nombreux projets musicaux, incluant Haunted Shores et Of Man Not of Machine.
Entre 2005 et 2009, Periphery travaille avec les chanteurs Jake Veredika, Casey Sabol et Chris Barretto s'orientant petit à petit d'un son Meshuggah à un son plus ambiant, mélodieux avec l'idée de production innovatrice.
Periphery joue massivement sur scène à partir de 2008, ouvrant pour des artistes incluant DevilDriver, Veil of Maya, Animals as Leaders, God Forbid, Darkest Hour, The Dillinger Escape Plan, Fear Factory, Dream Theater, Between the Buried and Me et Fair to Midland.

## Discographie

### Albums studio
- 2010 : Periphery
- 2012 : Periphery II: This Time It's Personal
- 2015 : Juggernaut: Alpha
- 2015 : Juggernaut: Omega
- 2016 : Periphery III: Select Difficulty
- 2019 : Periphery IV: Hail Stan
- 2023 : Periphery V: Djent Is Not A Genre

### EPs
- 2011 - Icarus (en)
- 2014 - Clear (en)

## Vidéographie
- «Icarus Lives!»
- «Jetpacks Was Yes!»
- «Make Total Destroy»
- «Scarlet»
- «Ragnarok»
- «Alpha»
- «The Bad Thing»
- «Psychosphere»
- «Marigold»

## Membres
Actuels
- Misha Mansoor — guitares, production (depuis 2005)
- Jake Bowen — guitares (depuis 2007)
- Matt Halpern — batteries, percussion (depuis 2009)
- Spencer Sotelo — chant (depuis 2010)
- Mark Holcomb — guitares (depuis 2011)

Session
- Adam "Nolly" Getgood (Red Seas Fire) - guitares, basse, production (depuis 2005)
- John Browne (Monuments) - guitares en live (UK tour 2011)

Ex-membres
- Adam "Nolly" Getgood — basse, guitare, production (2012-2017)[13]

- Jake Veredika — chant (2005-2007)
- Casey Sabol — chant (2007-2008)
- Chris Barretto — chant (2008–2010)
- Travis Orbin — batteries (2005–2009)
- Alex Bois — guitares, chant (2005–2011)
- Tom Murphy — basse, chant  (2005-2011)